# 钝叶醇
钝叶醇（英語：Obtusifoliol，也译为钝叶甾醇，或称作4α,14α-二甲基-5α-麦角甾-8,24(28)-二烯-3β-醇，4α,14α-Dimethyl-5α-ergosta-8,24(28)-dien-3β-ol，分子式C30H50O）是真菌甾体代谢的一种中间产物，由ERG11（CYP51F1）14α-脱甲基化为Delta8,14-Sterol，再转化为4α-甲基粪生甾醇，最后生成麦角固醇。